# Бюльбюль плямистий
Бюльбю́ль плямистий (Ixonotus guttatus) — вид горобцеподібних птахів родини бюльбюлевих (Pycnonotidae). Мешкає в Західній і Центральній Африці.
Єдиний представник монотипового роду Плямистий бюльбюль (Ixonotus).

## Поширення і екологія
Плямисті бюльбюлі поширені від Сьєрра-Леоне до Уганди, від ЦАР до північної Анголи. Вони живуть в тропічних лісах, в саванах і на плантаціях.